# Allan (ur. 1991)
Allan, właśc. Allan Marques Loureiro (ur. 8 stycznia 1991 w Rio de Janeiro) – brazylijski piłkarz, występujący na pozycji defensywnego lub środkowego pomocnika w klubie Botafogo FR oraz w reprezentacji Brazylii. Posiada również obywatelstwo portugalskie.

## Kariera klubowa
Allan swoją piłkarską przygodę rozpoczynał w klubie Madureira Rio de Janeiro. Następnie podpisał kontrakt z urugwajskim zespołem Deportivo Maldonado, jednak przez cały okres pobytu był wypożyczony do Vasco da Gamy. Dobre występy w brazylijskim klubie zaowocowały transferem do Granady, skąd został do razu wypożyczony do występującego w Serie A Udinese Calcio. W 2014 roku Udinese wykupiło Allana za 3 mln euro. Taki transfer doszedł do skutku, ponieważ właścicielami obu klubów była rodzina Pozzo. 21 lipca 2015 roku Allan za sumę 11,5 mln euro przeniósł się do SSC Napoli, gdzie miał się stać wielką gwiazdą. 5 września 2020 roku został zawodnikiem Everton F.C..

## Sukcesy

### Vasco da Gama
- Série B: 2009
- Puchar Brazylii: 2011

### SSC Napoli
- Puchar Włoch: 2019/20

### Reprezentacyjne
- Copa América: 2019
- Mistrzostwa świata U-20: 2011